# William de Wiveleslie Abney
William de Wiveleslie Abney, född 24 juli 1843 i Derby, Derbyshire, död 3 december 1920 i Folkestone, Kent, var en brittisk kemist, astronom och fotograf.

## Biografi
Prästsonen Abney föddes i Derby, Storbritannien. Han gick på Rossall School och Royal Military Academy, Woolwich samt gick med i Royal Engineers 1861, med vilka han tjänstgjorde i Indien i flera år. Därigenom, och för att främja sitt fotograferande, blev han kemiassistent vid Chatham School of Military Engineering.
Abney var en pionjär inom flera tekniska aspekter av fotografin. Hans framåtsträvande forskning i fotografins kemi ledde till användbara fotografiska produkter, och även framsteg inom astronomin. Han skrev många böcker om fotografi, som klassades som standardverk vid den här tiden, även om han var tveksam om huruvida hans framsteg skulle få betydelse för ämnet.
Han studerade svartnandet av ett negativ när det utsattes för tillfälligt ljus. År 1874 utvecklade Abney en torr fotografisk emulsion, vilket ersatte de "blöta" emulsionerna. Han använde den här emulsionen på en expedition i Egypten för att fotografera när Venus passerade solen. År 1880 introducerade han Hydrokinonet. Abney började också använda nya sorters fotografiska papper, inkluderande en formel för gelatinsilverklorid-papper år 1882.
Abney ledde den tidiga forskningen inom spektroskopin, genom att utveckla en rödljus-känslig emulsion som användes till den infraröda spektrumet hos organiska molekyler. Han var också en pionjär när det gällde att fotografera solens infraröda absorptionsspektra (1887), såväl som att undersöka solljuset i atmosfären.
Han blev avdelningschef vid Board of Education 1899 och rådgivare där 1903.
Abney uppfann den "Topografiska Abney-nivån", en kombinerad inklinometer och vattenpass, använd av lantmätare för att mäta lutningar och vinklar.
1920 avled Abney i Folkestone i Storbritannien.